# Lissonota histrio

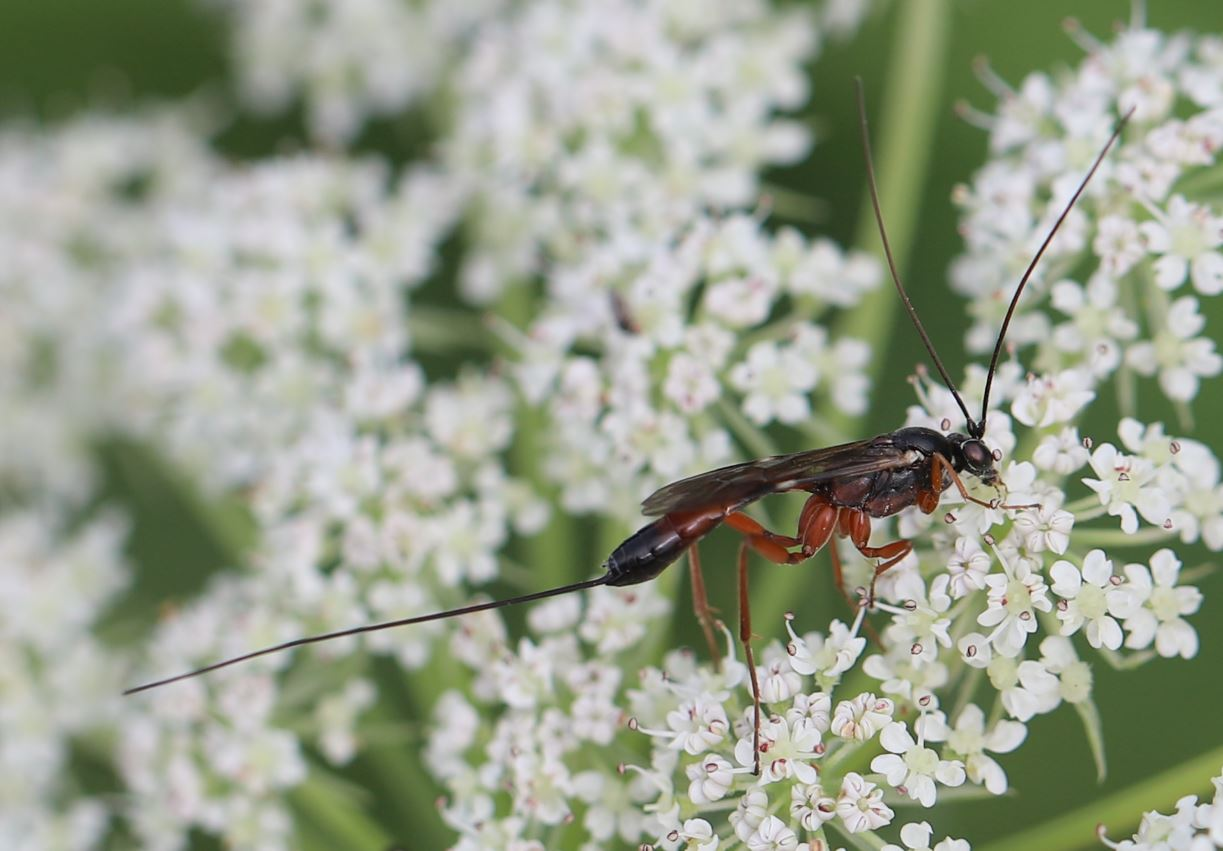
Seitenansicht

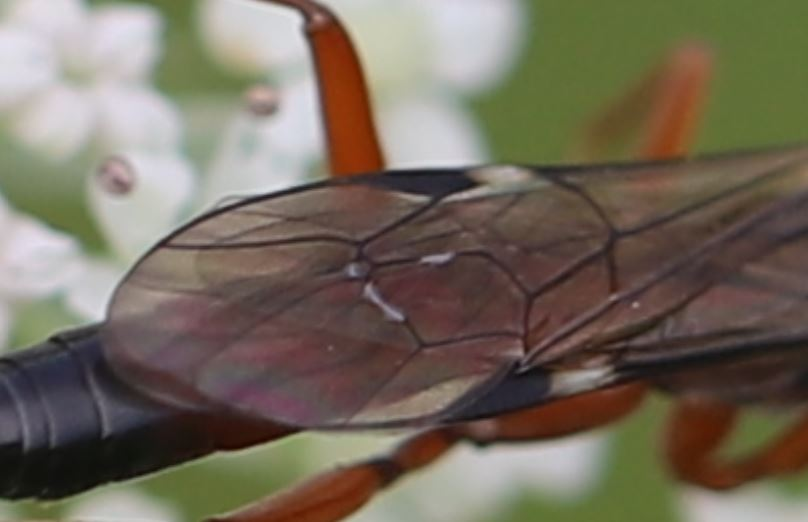
Flügeldetails

Lissonota histrio ist eine Schlupfwespe aus der Unterfamilie der Banchinae. Sie zählt innerhalb der artenreichen Gattung Lissonota zur Untergattung Loxonota.

## Merkmale
Die Schlupfwespen sind 8–11 mm lang. Kopf und Thorax sind überwiegend schwarz gefärbt. Der Hinterleib ist überwiegend rot gefärbt. Lediglich das Hinterleibsende ist schwarz gefärbt. Die Beine sind rot gefärbt, die Fühler schwarz. Die Flügel weisen eine charakteristische Flügeladerung auf. Die Facettenaugen der Weibchen weisen einen weißen Innenrand auf. Über das Pronotum der Weibchen verlaufen zwei undeutliche weiße Längsstriche. Das Scutellum der Weibchen weist mehr oder weniger deutlich ausgeprägte helle Seitenränder auf. Die Weibchen besitzen außerdem einen etwa 10 mm langen Legestachel (Ovipositor). Die Facettenaugen der Männchen sind vollständig gelb umrandet. Außerdem befinden sich auf dem Thorax der Männchen mehrere größere gelbe Flecke. 

## Verbreitung
Lissonota histrio ist in der Paläarktis heimisch. In Europa ist die Art weit verbreitet. Das Vorkommen reicht von Fennoskandinavien im Norden bis in den Mittelmeerraum. Auf den Britischen Inseln ist die Art ebenfalls vertreten. Nach Osten reicht das Vorkommen über den Nahen Osten bis in die Orientalis. Ferner kommt die Art offenbar auch in der Nearktis vor.

## Lebensweise
Die Schlupfwespen beobachtet man insbesondere in den Sommermonaten Juli und August. Man findet sie häufig an Doldenblütlern wie Berg-Haarstrang. Lissonota histrio ist ein koinobionter Endoparasitoid von Schmetterlingsraupen, die sich im Verborgenen entwickeln. Typischerweise bilden diese entweder Gallen, minieren in Blättern oder rollen ein Blatt zu einem Blattwickel zusammen. Als eine Wirtsart wird der Kleine Pappel-Glasflügler (Paranthrene tabaniformis) genannt. Die Weibchen platzieren mit Hilfe ihres langen Legestachels ein Ei in die Wirtslarve. Die Schlupfwespenlarve frisst ihren Wirt allmählich von innen auf und verpuppt sich später.